# Weissbach (Schwarzbach)
Der Weissbach ist ein gut viereinhalb Kilometer langer linker und südöstlicher  Zufluss des Schwarzbaches. 

## Geographie

### Verlauf
Der Weissbach entspringt im Bergwinkel östlich von Schlüchtern-Gundhelm. Nachdem er schon vorher seinen Lauf mit dem des Schwarzbaches gekreuzt hat, mündet er schließlich bei  Schlüchtern-Gundhelm in den Schwarzbach.

### Flusssystem Kinzig
- Fließgewässer im Flusssystem Kinzig